# Торгуты
Торгу́ты (калм. торһуд, монг. торгууд) — один из монгольских народов (этногруппа), относящихся к ойратской группе. Населяют Синьцзян-Уйгурский автономный район (на северо-западе Китая), Калмыкию (Россия) и аймак Ховд в западной Монголии.

## Этноним
Академик Паллас считал, что название торгууд возникло из слова «turuk» или «turuγut», означающего «великан, человек большого телосложения». Согласно другим мнениям, это название может происходить от слова торгох (штрафовать); от слова торгo (дурдан) шелк; связано с этническим названием таргуд ~ таргут, отмеченным в «Сокровенном сказании монголов»; берёт свое начало от тюркского слова turqhag ~ turγaγ в значении «ночной караул или ночная охрана». Согласно А. Очиру, монгольское слово тураг (большой, рослый) по своему происхождению может иметь родство со словом turqhag ~ turγaγ.

## История
Согласно наиболее популярной версии, этническая группа торгут происходит от подразделения турхауд, то есть дневной стражи гвардии Чингисхана (тургак кэшиг). Среди различных этимологий этнонима имеется толкование от слова турхаг («большой»). В 1206 году их численность значительно возросла от изначальных 70 воинов. Было набрано 8 полков турхаудов по тысяче в каждом. Командующие — Оголе-черби, Буха (брат Мухали), Алчидай, Додай-черби, Дохолху-черби, Чанай, Ахутай. Нойоны торгутов (калмыцкие ханы), как уже сформированной этнической группы принадлежат клану кереит, их родословная возводится к кереитскому Тоорилу (Ван-хану). Позднейшие монгольские источники, подчиняясь буддийской историографической традиции, возводили генеалогию торгутских ханов к Гэрэл-Дара-хану, выходцу из Индии, из той страны, откуда к монголам пришла их новая буддийская вера.
Именно из гвардейцев-турхаудов, которые в конце XII — начале XIII века исполняли обязанности телохранителей и охраны ханских ставок и дворцов, ведут начало современные торгуты. Соответственно, монгольское слово «торгон» из названия «торгон цэрэг» также связано с ранними турхаудами. Чингисхан, образовав в 1206 году Великое Монгольское государство, подвластных Ван-хану турхаудов включил в состав центрального тумена и отдал их под управление нойонов из рода Ван-хана.
Примерно в 1420-х годы потомок Ван-хана Амгалан-нойон с подданными ему торгутами откочевал из Восточной Монголии и пришел к ойратскому Тогон-тайши. Так среди ойратов появились торгуты.
В начале XVII века часть торгутов ушла на Волгу и составила основное население Калмыцкого ханства, в 1771 году часть откочевавших на Волгу торгутов вернулась на прежние кочевья.
Цинские власти образовали 10 хошунов и перевели их в Синьцзян — преимущественно в Хобок-сайр и Хур Хар-усун, где они проживают до настоящего времени. Впоследствии торгуты расселились в местности Эзнээ-гол (ныне Эдзин-Ци на территории КНР; это так называемые эдзинейские торгуты) и в других районах Центральной Азии, о чём см. ниже.

### Тайши

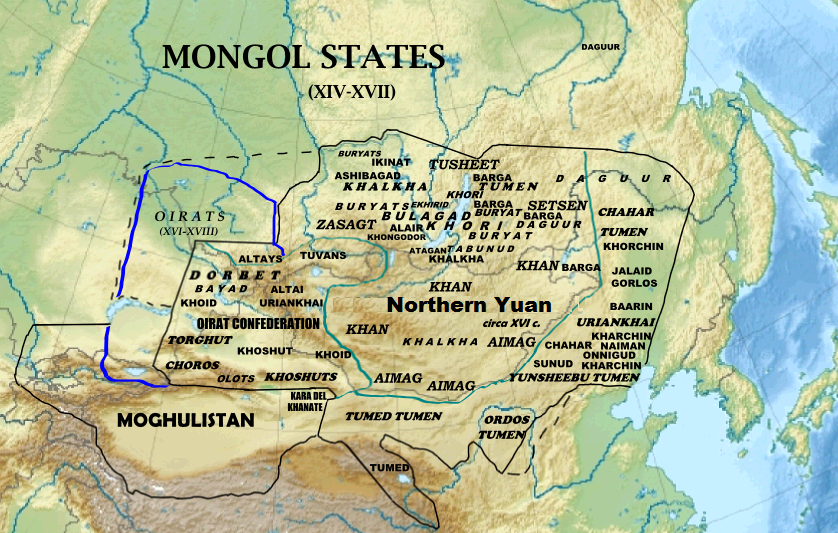
Монгольские государства XIV-XVII веков: Монгольский каганат, Ойратское ханство и Могулистан

Торгутские тайши происходили из рода Кереит:
- Амоха (ок. 1400 — 20).
- Согэн, сын (ок. 1420 — 50).
- Баян-Вачир, сын (ок. 1450 — 80).
- Махэчэ-Мэргэн, сын (ок. 1480 — 1510).
- Шугам-Бука, сын (ок. 1510 — 40).
- Чэгэ, сын (ок. 1540 — 70).
- Урлюк, сын (ок. 1570 — 1600).
- Дзорикту-хан, сын (ок. 1600 — 35).
- Хо-Урлюк, брат (с 1632 хан калмыков)[17].

## Торгутские диалекты
Торгутский — диалект торгутов в России (Республика Калмыкия), Китае (Синьцзян-Уйгурский автономный район, Алашань) и Монголии (западномонгольские аймаки):
- кобдо-торгутский говор — в Монголии;
- синьцзян-торгутский говор — в Синьцзяне;
- эдзин-торгутский (эдзинаский, алашаньский) говор — Алашань (Внутренняя Монголия, КНР);
- новоторгутский (шин торгуд) — потомки калмыков, вернувшихся в Джунгарию в 1771 году.

## Современное расселение торгутов
В Монголии торгуты являются малочисленной этногруппой в составе ойратских народов Западной Монголии. Торгуты в Монголии в настоящее время компактно проживают в сомоне Булган Кобдоского аймака. Носители родовых имён торгууд, шар (жёлтые) торгууд и торгод зафиксированы и в других регионах страны: в сомонах Булнай (Тосонцэнгэл), Их-Уул Завханского аймака; сомонах Хархорин, Бурд, Баян-Ундер|Баян-Ундер, Бат-Улзий, Уянга, Хайрхандулаан, Нарийнтээл, Баруунбаян-Улаан, Гучин-Ус, Богд Убурхангайского аймака; сомоне Лунэ Центрального аймака.
В Монголии проживают носители следующих родовых фамилий: торгууд, баруун торгууд, боржигон торгууд, их торгууд, тайж торгууд, торгод, торгон, торгон цэрэг, торгот, торгуд, торгуут, шар торгод, шар торгуд, шар торгууд, хар торгууд, хөх торгууд.
После возвращения торгутов с Волги в 1771 году на Алтае был создан один хошун торгутов, которые ныне живут в сомоне Булган Кобдоского аймака. Торгуты, проживающие среди халхов современной Монголии, переселились из родного аймака в Халху по самым разным причинам, большинство из них обосновались в западной части Халхи, сопредельной с землями ойратов. Что касается торгутов, проживающих ныне в некоторых сомонах Убурхангайского аймака (территория бывшего Тушээтухановского аймака), то они, по А. Очиру, являются потомками тех торгутов, которые были отданы в приданое Ханджамц-хатун, взятой в жёны халхаским Тушээту-ханом Гомбодоржем в начале XVII века.
Помимо западных аймаков Монголии, тургутов можно встретить в Республике Калмыкия Российской Федерации и в Синьцзян-Уйгурском автономном районе КНР. Торгуты вошли в состав некоторых этнических групп бурят: сэгэнутов, верхоленских, кударинских и селенгинских бурят (род торгоуд). Торгутские роды (торгуд, бага торгуд) также отмечены на территории Внутренней Монголии.

## Родоплеменной состав торгутов
Этнический состав торгутов Монголии представлен такими локальными подразделениями, как бэйлийнкен (бэйлийнхэн), вангийнхан, тайжинхан (тайжийнхан), авжийнхан, багшийнхан, а также крупной этнической группой хобугасайр (ховогсайр), мигрировавшей в Монголию из одноименной местности на территории современного Хобоксар-Монгольского автономного уезда Или-Казахского автономнго округа СУАР КНР. На этническом уровне у торгутов сохраняются представления о следующих малых племенных подразделениях (элкэн): хэрээд, мэргэд, шарнууд, хонгирад, сартуул, дийлэнхэд, бурдууд, батуд, замад, хотод, хасаг, их шар (ик шарнууд), бага шар (бага шарнууд), бухас, уянга, сэнжит, билуут, уснаахан, байтнээхэн, ховноохон.
В составе торгутов Монголии также упоминаются роды: бэсүд, өөлд, хатаамад, хошууд, алагчууд, асуд, торгод (торгууд), егөс, намиад, элджигид, монголмууд, хонгараачин, эмчийнхэн, цаатан, харнууд, хэрээдэй, эрхтэн, хар намиад, багтаамад, хондого, гэхэрмид, дэнжицээхэн (данжинаахан), цагаан гэгээнийхэн, эрээн хавиргынхан, хүрлэг, тарвагатайнхан, ишгээнхэн (хар ишгээнхэн), халт вангаахан, шэйрэнгээхэн, шар хүүхнээхэн, па вангаахан, тайныхан, хайртынхан, хөтөч (нар), ямаад, хавчууд (нар), вангаахан, авинаахан, усныхан, сэжтийнхэн, ямбийнхан, тоосынхан, сумчин. Все вангийн торгуты сомона Булган аймака Ховд называются овогом и выделяют своей среде группы «элхэн»: хонгороочин, авжийнхан, бухсууд, бурдууд, шар тоостынхон, хасгууд, ишгэнийхэн, мэрхэд, егөс, шарнууд, хотдууд, хошуудын дөчин элхэн, монголмуд, эмчийнхэн, багшийнхан, гучин.
Торгуты известны в составе халха-монголов, калмыков, дэрбэтов, баятов. Торгуты вошли в состав некоторых этнических групп бурят: сэгэнутов, верхоленских, кударинских и селенгинских бурят (род торгоуд). В составе бурятского рода торгоуд известны ветви: мадуутан, буханайтан. Торгутские роды: торгуд, бага торгуд также отмечены на территории Внутренней Монголии.

## Торгутский субэтнос калмыков
В составе торгутов Калмыкии известны такие этнические группы как меркит, батут, урянхус, харнут, хавчин (хабучин, хапчин, хатай-хапчин), керет, эркетен, цаатан, хаскут, мангыт, хошут, цохур и др. Бурятские компоненты в составе торгутов представляют следующие этнонимы: му-хорин (хори-буряты), багут (баргу-буряты), гучад (гучид у хори-бурят), шарад (шарайд у хори-бурят), баргас (баргу-буряты).
Во второй половине XIX в. торгуты проживали в Багацохуро-Муравьевском, Эркетеневском, Яндыковском, Икицохуровском, Хошеутовском и Харахусо-Эрдениевском улусах. Родовой состав данных улусов описан В. В. Батыровым:
- Харахусовский улус: харахус, ики-гурбут, бага-гурбут, гурбут, шабинер, замут, джамбанкин, батут, ангучин, самтанакин, цорос, бабенкин, сатхал, подвластные Дугарова.
- Хошоутовский улус: эркетен, ики-теленгут, бага-теленгут, керет, шабинер, сангуд, мергечуд, чигачинер, хахачин, урянхус-доглут, ики-хошут, бага-хошут, цагалай, цатан, урянхус, хойт.
- Яндыковский улус: барун, керет, багут (баргу-буряты), цатан, аха цатан, шебинер, ламин шебинер.
- Ики-цохуровский улус: зюнгар, шебинер, кетченер, ачинер, яргачин кетченер, кебюн ноет, сатхал, зекин косик, тохон косик, хошут, эркетень баргас, замут.
- Эркетеневский улус: ики-хапчин, бага-хапчин, эрекчут, тебенкин, харнут, ики-багут (баргу-буряты), шарс-багут (баргу-буряты), меркет, бульчин, цатан, цебгекин, дунду хапчин, му-хорин, ялькет, керет, кетченер, гуюрмут, шебинер, зюнгар, мацагакин, хончут, будубул.
- Багацохуро-Муравьевский улус: барун, запсор, зюн, хур шебинер, тукчин, бакши тюрюл, тубанкин, истенкинер, бакшин шабинер, дархачут.
- Роды мелкопоместных владельцов: Санжа Батырова, Очир Эрдне Намкаева, Шарапова, Буюнтукова, Тапки Бесняева, Сангаджи Батырова[31].

Более ранний состав бага-цохуров, описанный в XVIII в, включал следующие подразделения: ики-зюны и бага-зюны, ики-запсоры и бага-запсоры, ики-баруны и бага-баруны, зубак хонхоты, керети, берюсы (бересы), гурбаты, харнуты, батуты, шабаты, шобучинеры, ранжибай цоржиновы шабинеры, бурхановы шабинеры, цорджин шабинеры.
Иерархия уровней идентификации современных калмыков, в том числе торгутов, связана с этническим принципом. Однако в отдельных группах присутствует и этнотерриториальный принцип, сопряженный с этническим делением. Примеры многоуровневой идентификации калмыков описаны Э. П. Бакаевой. Среди представителей калмыков-торгутов наблюдается такая же многоуровневая структура: калмык (хальмг) [1] — торгут [2] — цоохра [3] — ик цоохра [4] — далее: кётчнр шевнр [5] — эмчин шевнр [6] — хар жамбахн [7] или хар мангнахн [7]; либо: сатхал [5] — кюрюнгюд [6]; либо: багшин шевнр [6] — залхус [7].

### Торгуты-цаатаны
В состав калмыков-торгутов группы цаатан входят роды: цаатан, керяд-цаатан (цаадин керәд), аха-цаатан, бага-цаатан, ики-цаатан, эркетен-цаатан, хорняхин-цаатан, гурвуд-цаатан (гурбут, ики-гурбут, бага-гурбут), а также гучад.
Согласно Э. П. Бакаевой, единый этноним может рассматриваться как аргумент этногенетического родства калмыков-цаатанов и цаатанов Монголии. О родстве этих этнических групп также пишет У. Э. Эрдниев. Г. О. Авляев выдвинул гипотезу о том, что этнические группы калмыков цаатан и хойт имеют общее происхождение. В свою очередь, Н. В. Екеев считает, что «этноним хойт/хойут является производным от этнонима сойот/сойан/сойонг». Сами сойоты и цаатаны, как известно, являются близкородственными этносами.
Калмыки-цаатаны, будучи составной частью субэтноса торгутов, имеют собственный уран, — Туула тоха или Туулан тоха. У монгольских цаатанов бытует два варианта самоназвания: туха и цаатан. Данный факт, согласно Э. П. Бакаевой, может свидетельствовать о том, что слово «тоха» в уране калмыков-цаатанов — вариант произношения древнего этнонима «туха». Слово «тоха» с калмыцкого переводится как локоть. А сам уран «Туула тоха урата, шар моңһл яста» имеет следующий перевод с калмыцкого: «С ураном „локоть зайца“, с костью желтых монголов».
При этом Г. О. Авляев пришел к выводу, что калмыки-цаатаны и хойты имеют монгольское происхождение. Он предположил, что термин цаатан — это сокращенная форма слова цагатан в значении «обладающие чем-то белым», вероятно, это связано с названием цаган туг хойт «хойты с белым знаменем». С ним согласен Н. Н. Убушаев, отмечающий, что ойраты из племени хойт являлись хранителями белого знамени Чингисхана, увезенного, согласно преданию, его дочерью Цецейкен, выданной замуж за потомка хойтского предводителя.
В работе В. М. Болдыревой отмечается генетическое родство калмыков-цаатанов с монголами и, таким образом, опровергается связь калмыков-цаатанов с тюркоязычными цаатанами. Так, калмыки-цаатаны, которых отдельные ученые считали родственными тувинцам, по системе HLA маркеров (локусы А, В, Сw, DRB1, DQB1) оказались более близки халха-монголам. По ряду признаков цаатаны ближе к монголам и даже более отстоят от западномонгольских олётов, чем халха-монголы. Эти данные подтверждают выводы антропологов о том, что калмыки-торгуты (частью которых являются цаатаны) по ряду частот систем белковых маркеров находятся ближе к монголам, чем дербеты; при этом торгуты — еще «более монгольский» народ, чем «средние» монголы.